# Herman Krebbers

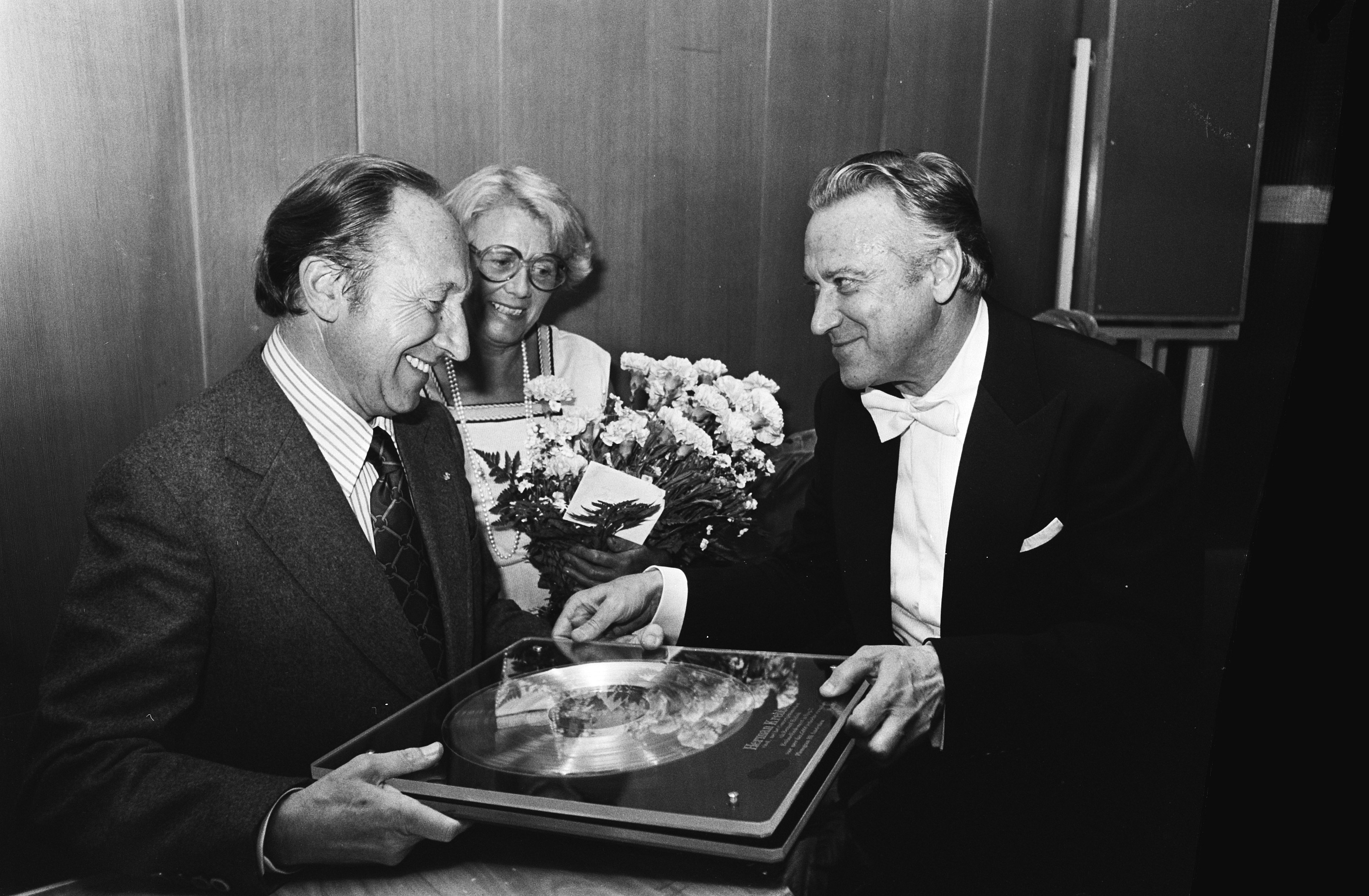
Herman Krebbers en 1978 en el Holland Festival

Herman Albertus Krebbers (Hengelo (Overijssel), 18 de junio de 1923 – Tilburg, 2 de mayo de 2018) fue un concertista de violín holandés. Actuó internacionalmente como solista y en dúo regular con el también violinista Theo Olof. Fue concertino de la Residentie Orkest de La Haya y de la Royal Concertgebouw Orchestra y también tuvo una intensa práctica como profesor de violín.

## Familia
Era hijo de Gerrit Hendrikus Krebbers y Hendrika Zweers. Estuvo casado con la pianista Ans Torlau (Anna Maria Catharina Elisabeth Torlau, Ámsterdam, 23 de marzo de 1925 – Vught, 9 de mayo de 2019), compañera de estudios de Krebbers en el Muzieklyceum de Ámsterdam y con quien también actuó como dúo (violín/ piano). Su hijo Oskar recibió su nombre por el maestro de Krebbers, Oskar Back.

## Carrera
Herman Krebbers creció en la ciudad de Ede. A una edad temprana, un médico local le prestó un violín Amati, pero el instrumento no sobrevivió a un accidente fatal. Su primera actuación real fue en 1933 en el De Reehorst en Ede. Desde los diez hasta los quince años recibió lecciones de violín en Arnhem que le impartió Marcelle Kan-De Haas, exalumna de Oskar Back. Ella reconoció sus aptitudes. Después fue a Ámsterdam para continuar sus estudios. Se hizo amigo de su compañero de estudios Theo Olof. Ambos estudiaron en el conservatorio del Vereniging Muzieklyceum. Su profesor de violín fue el estricto Oskar Back, un renombrado pedagogo que formó a muchos reconocidos violinistas holandeses de esta generación ( Jo Juda, Willem Noske, Dulci Ouwerkerk, Davina van Wely ).
Debutó con la Haarlemsche Orkest Vereniging en 1937 con un concierto para violín de Wieniawski. El 20 de junio de 1938 él y su amigo Olof tocaron con la Residentie Orkest bajo la dirección de Ignaz Neumark por primera vez en el Scheveningen Kurhaus, como solistas en el doble concierto de Bach. A la edad de 15 años, Krebbers fue elegido para competir en representación de los Países Bajos en el British Council Music Prize de 1939 en Londres. Se graduó en el Muzieklyceum cum laude en el verano de 1940 y, a la edad de 17 años, se convirtió en concertino de la Arnhemsche Orkest Vereniging. En 1943 renunció a este trabajo para tener las manos libres para su carrera en solitario. La Orquesta del Concertgebouw intentó en vano contratarlo como concertino en sustitución de Zoltán Székely.
El 15 de abril de 1943, Krebbers tocó por primera vez con la Orquesta del Concertgebouw dirigida por Willem Mengelberg, como solista en el concierto para violín de Brahms. Mientras que su amigo Theo Olof tuvo que esconderse durante el período de ocupación, Krebbers se convirtió en miembro de la Nederlandsche Kultuurkamer. Por ello recibió una orden para actuar para el Reichssender Berlin el 10 de mayo de 1943. Por eso se le prohibió tocar durante dos años después de la guerra, pero en 1947 fue rehabilitado en apelación por el Consejo Central de Honor de Holanda.
Junto con Theo Olof, fue concertino de la Residentie Orkest de 1950 a 1962 y después de la Orquesta del Concertgebouw hasta 1980, donde Olof volvió a ser su colega a partir de 1974. Tocó como solista con muchas orquestas en los Países Bajos y en el extranjero. El dúo Krebbers-Olof solía actuar juntos. Se hicieron más conocidos por el doble concierto de Johann Sebastian Bach y los 44 dúos de Béla Bartók . También se les dedicaron varias composiciones contemporáneas:
- 20 dúos para dos violines (1951) de Géza Frid
- Concierto para dos violines y orquesta, op. 40 (1952) de Geza Frid
- Concierto para dos violines y orquesta (1954) de Henk Badings
- Suite para dos violines nº 1, op. 110 (1955) de Willem Rettich
- Rhapsody de Wolfgang Wijdeveld (con motivo de su 20 aniversario como dúo).

En 1958, Herman Krebbers y Theo Olof recibieron conjuntamente el nombramiento de Caballeros de la Orden de Orange-Nassau. Krebbers también fue miembro del Guarneri Trio durante mucho tiempo con Jean Decroos (violonchelo) y Danièle Dechenne (piano).
En 1973 su carrera pareció detenerse cuando sufrió una infección en el ojo. Se recuperó, y también del pánico escénico provocado por la enfermedad. El 2 de agosto de 1979, Krebbers cayó al agua mientras amarraba el velero familiar en el puerto de Durgerdam. Fue sacado del agua por su brazo derecho, que se dislocó. Debido a que su recuperación fue prolongada e incierta, renunció a su puesto en la Orquesta del Concertgebouw y se dedicó a la docencia. Entre sus alumnos se encuentran reconocidos violinistas como Frank Peter Zimmermann, Jeanne Lamon, Peter Tanfield, Szymon Krzeszowiec, Vera Beths, Emmy Verhey, Jacques Meijer, Maurits van den Berg Jr., Gerard Hettema, Christiaan Bor, Natsumi Tamai, Saskia Viersen ., Jeroen de Groot, Liza Ferschtman, Wouter Vossen y Rudolf Koelman. Muchos de ellos han ganado premios en importantes concursos en Holanda y en el extranjero. El propio Krebbers formó parte de los jurados de concursos en todo el mundo.
Krebbers vivió en la ciudad de Tilburg durante sus últimos años de vida y daba lecciones de violín en su casa. En 2009 finalmente decidió poner a fin a su carrera. Falleció el 2 de mayo de 2018 a la edad de 94 años.
Un concurso de aficionados para violín y violonchelo en Kampen lleva su nombre. En Ede, una sala de teatro lleva el nombre de Krebbers.